# Jan Vansina
Jan Maria Jozef Emiel Vansina (* 14. September 1929 in Antwerpen; † 8. Februar 2017) war ein belgischer Ethnologe und Historiker. Er studierte mittelalterliche Geschichte in Löwen. Seine Lehrer waren unter anderem Albert de Meyer und Jozef Desmet, die beide Schüler des Positivisten Ernest Cauchie waren.
Vansina untersuchte die mündlich-geschichtliche Überlieferung (Oral History) in Afrika südlich der Sahara – im Besonderen über Genealogien.
Er gilt als einer der Begründer der amerikanischen Afrikanistik und hatte großen Einfluss auf die Oral-History-Forschung. 1982 wurde er in die American Academy of Arts and Sciences aufgenommen, 1994 in die British Academy und 2000 in die American Philosophical Society. Vansina, emeritierter Professor an der University of Wisconsin-Madison, starb im Februar 2017.

## Werke
- Oral Tradition (1961, englische Übersetzung 1965)
- Living with Africa, 1994
- Art History in Africa: an introduction to method (Zeichnungen von C. Vansina, London, Longman 1984).
- Kingdoms of the Savanna. Madison, Wisconsin: University of Wisconsin Press 1966.
- Paths in the Rainforests. Madison, Wisconsin: The University of Wisconsin Press, 1990.
- Antecedents to Modern Rwanda: The Nyiginya Kingdom (Translated from the French by the author). Africa and the Diaspora series. Madison, Wisconsin: University of Wisconsin Press 2004.
- How Societies Are Born: Governance in West Central Africa Before 1600. Charlottesville, Virginia: University of Virginia Press, 2004.
- Being Colonized: The Kuba Experience in Rural Congo, 1880–1960. Madison, Wisconsin: University of Wisconsin Press 2004